# Боловино (Тверская область)
Боловино — деревня в Весьегонском муниципальном округе Тверской области.

## География
Деревня находится в северо-восточной части Тверской области на расстоянии приблизительно 23 км на юг-юго-восток по прямой от районного центра города Весьегонск.

## История
Основана в XIV веке. Принадлежала московскому Симонову монастырю. В 1990-х годах работал кооператив «Труженик». Дворов было 14 (1859), 20 (1889), 33 (1931), 63 (1963), 25 (1993),. До 2019 года входила в состав Романовского сельского поселения до упразднения последнего.

## Население
Численность населения: 97 человек (1859), 114 (1889), 102 (1931), 144 (1963), 55 (1993),, 43 (95 % русские) в 2002 году, 34 в 2010.